# Rossach (Großheirath)
 Rossach  ist ein Gemeindeteil von Großheirath im oberfränkischen Landkreis Coburg.

## Geographie
Das Kirchdorf liegt etwa elf Kilometer südlich von Coburg, östlich der Itz und westlich vom Banzer Forst. Schon im Hochmittelalter führte eine Geleitstraße von Süden nach Norden entlang der Itz durch das Mühldorf. Außerdem gab es wohl eine Itzfurt. Heute verläuft zwischen der Itz und dem Ort die Bundesstraße 4.

## Geschichte
Rossach besteht spätestens seit dem 9. Jahrhundert, dürfte aber wahrscheinlich viel früher entstanden sein. Die erste schriftliche Erwähnung war in einer Urkunde von 1139, in der ein Ulrich von Rossach als Zeuge für das Kloster Banz erwähnt wird. Auch das Jahr 1126 mit einer Nennung in einer Urkunde des Klosters Banz wird angegeben.
Im 14. Jahrhundert besaß das Kloster Langheim die Grundherrschaft und den Anspruch auf den Zehnten der Felderträge bei einigen Höfen. Die Verwaltung erfolgte durch den Amtshof Tambach. 1337 schenkte Kaiser Ludwig der Bayer dem Kloster alle seine Rechte an Rossach.
Die Kirche dürfte im 13. Jahrhundert entstanden sein. Eine Nennung als Filialkirche der Urpfarrei Altenbanz erfolgte 1338. Ab 1353 gehörte der Ort zum Herrschaftsbereich der Wettiner und somit seit 1485 zum Kurfürstentum Sachsen. Im Süden und Osten grenzte Rossach an Püchitz und Altenbanz, die zum Hochstift Bamberg gehörten.
Die Gemeinde wurde ab 1529 vom Pfarrer von Untersiemau, ab 1535 von Gleußen, ab 1540 von Scherneck und schließlich ab 1878 von Großheirath aus betreut.
Im 18. Jahrhundert hatte das Amt Coburg die Schutzherrschaft in Rossach. 1711 wurde das Gemeindehaus mit einem integrierten Brauhaus errichtet. 1721 folgte der Bau eines Schulhauses, das 1868 durch einen Neubau ersetzt und 1955 geschlossen wurde. Im Jahre 1830 bekam die Gemeinde das Marktrecht. 1837 hatte der Ort 414 Einwohner. Am 4. Dezember 1900 erhielt Rossach mit der Itzgrundbahn einen Anschluss an das Eisenbahnnetz. Am 31. Juli 2001 wurde die Strecke dauernd stillgelegt und Ende 2005 folgte die Entwidmung. 1905 wurde der Ort an das Kraftwerk der Schleifenhanmühle angeschlossen.
In einer Volksbefragung am 30. November 1919 stimmten dreizehn Rossacher Bürger für den Beitritt des Freistaates Coburg zum thüringischen Staat und 120 dagegen. Somit gehörte ab dem 1. Juli 1920 Rossach zu dem Freistaat Bayern. 1925 hatte das 397,18 Hektar große Dorf 353 Einwohner, von denen 350 der evangelischen Kirche angehörten, und 81 Wohngebäude.
Am 1. Mai 1978 wurde Rossach wie die Nachbarorte Gossenberg, Neuses an den Eichen und Watzendorf, Ortsteil der Gemeinde Großheirath.

## Einwohnerentwicklung
| Jahr | Einwohnerzahl |
| ---- | ------------- |
| 1520 | 160           |
| 1650 | 60            |
| 1910 | 340           |
| 1933 | 361           |
| 1939 | 352           |
| 1950 | 580           |
| 2004 | 656           |

## Sehenswürdigkeiten

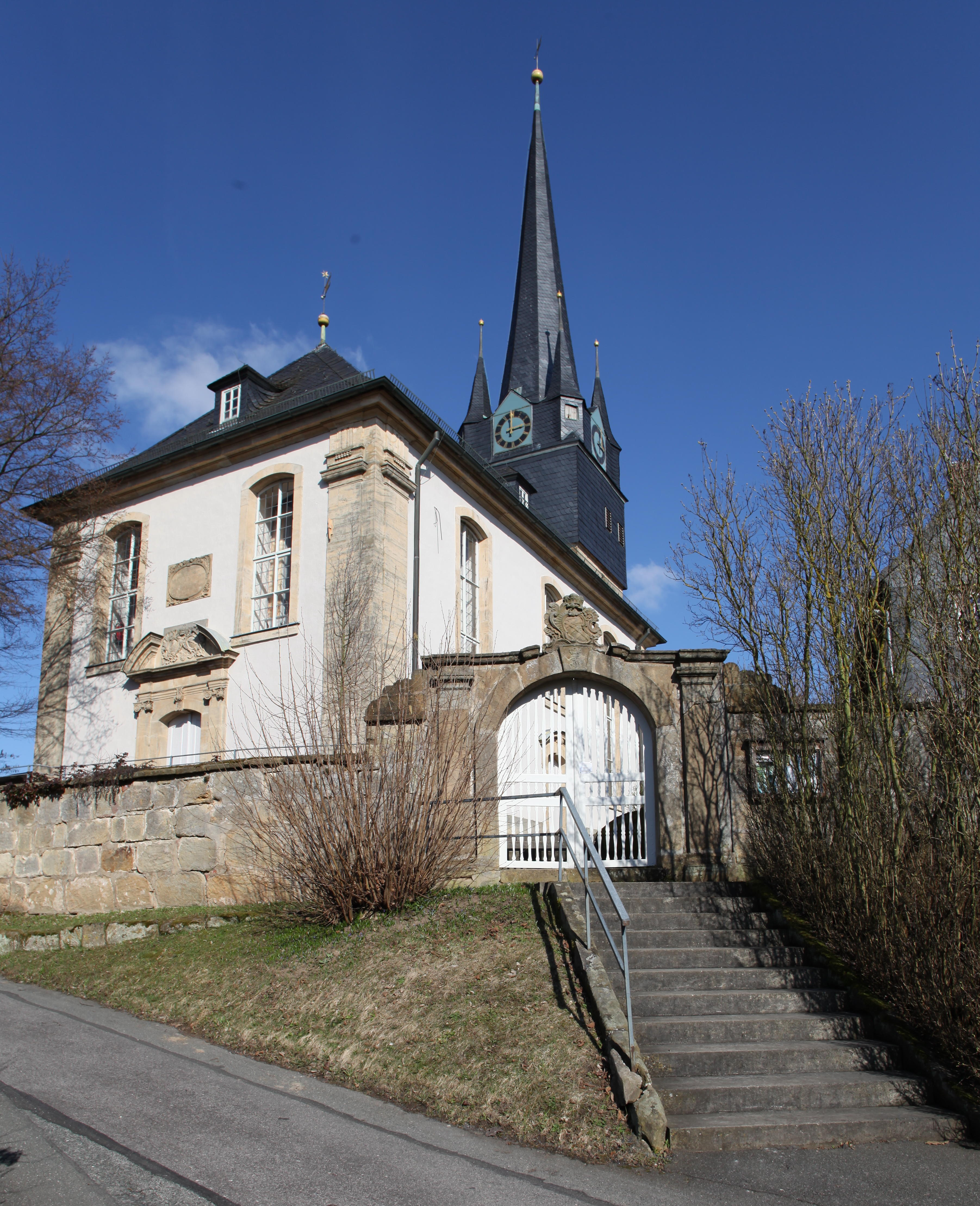
Evangelische Filialkirche St. Oswald

Die Kirche St. Oswald wurde erstmals 1338 genannt. Ursprünglich war es eine Wehrkirche mit Graben und Mauer. 1760 wurde die heutige Kirche nach einem umfassenden Neubau eingeweiht. Der Kirchturm mit Spitzhelm und Scharwachtürmchen stammt aus dem 15. Jahrhundert. Die Saalkirche mit ihrem Walmdach und ihren durch zwei Geschosse gehenden dorischen Emporensäulen wurde in Anlehnung an den Markgrafenstil errichtet.
Siehe auch Liste der Baudenkmäler in Rossach

## Persönlichkeiten
- Andreas Späth (1790–1876), Komponist
- Horst Hülß (1938–2022), Fußballspieler und -trainer